# 貝多芬撞擊坑
貝多芬撞擊坑（英語：Beethoven）是水星上的一個撞擊坑，位於南緯 20°，西經 124°。直徑630公里，以著名德國音樂家路德维希·范·贝多芬命名。該撞擊坑是太陽系中第十一大撞擊坑，也是水星上第三大撞擊坑。

## 概述
貝多芬撞擊坑和直徑相若的月球撞擊坑不同的是，它並不是一個多環結構的撞擊坑。環繞貝多芬撞擊坑的部分噴發物沉積層在外表上已被覆蓋，難以確定其邊緣。貝多芬撞擊坑壁被其本身的噴發物和平原物質覆蓋，但仍隱約可見。貝多芬撞擊坑底部被撞擊坑間平原的物質覆蓋，其反射率與撞擊坑外的區域相同；但不像卡洛里盆地內有皺脊和地塹。
保羅·史普迪斯和詹姆士·普羅瑟認為貝多芬撞擊坑可能形成於 c3 期晚期或 c2 期早期，這代表它的年代比卡洛里盆地早。貝多芬撞擊坑深度根據水手10號拍攝影像製作的數值地形模型資料，可得知大約是 2.5 ± 0.7 公里。這個深度明顯比相若直徑的月球撞擊坑淺，這代表它在撞擊後的形狀被改變過。在貝多芬撞擊坑西北邊緣有很明顯的地形抬升。